# Paul Crone
Paul Crone (* um 1880; † nach 1939) war ein deutscher Grafiker in Dessau.

## Leben
Paul Crone lernte bei dem Gebrauchsgrafiker Hermann Delitsch an der Kunstgewerbeschule in Leipzig.
Eine Zeit lang lebte er in Frankenthal in der Rheinpfalz. Spätestens seit 1928 war er in Dessau in der Heidestraße 89. 1940 war er dort noch gemeldet.
Paul Crone war vor allem als Gebrauchsgrafiker und Buchgewerbekünstler tätig. Er war Mitglied im Deutschen Werkbund und dem Bund bildender Künstler (B. b. K.).
Um 1937 war er an der Ausstellung Unsere Heimat im Bilde beteiligt.